# Programme de vaccination contre la Covid-19 du Royaume-Uni

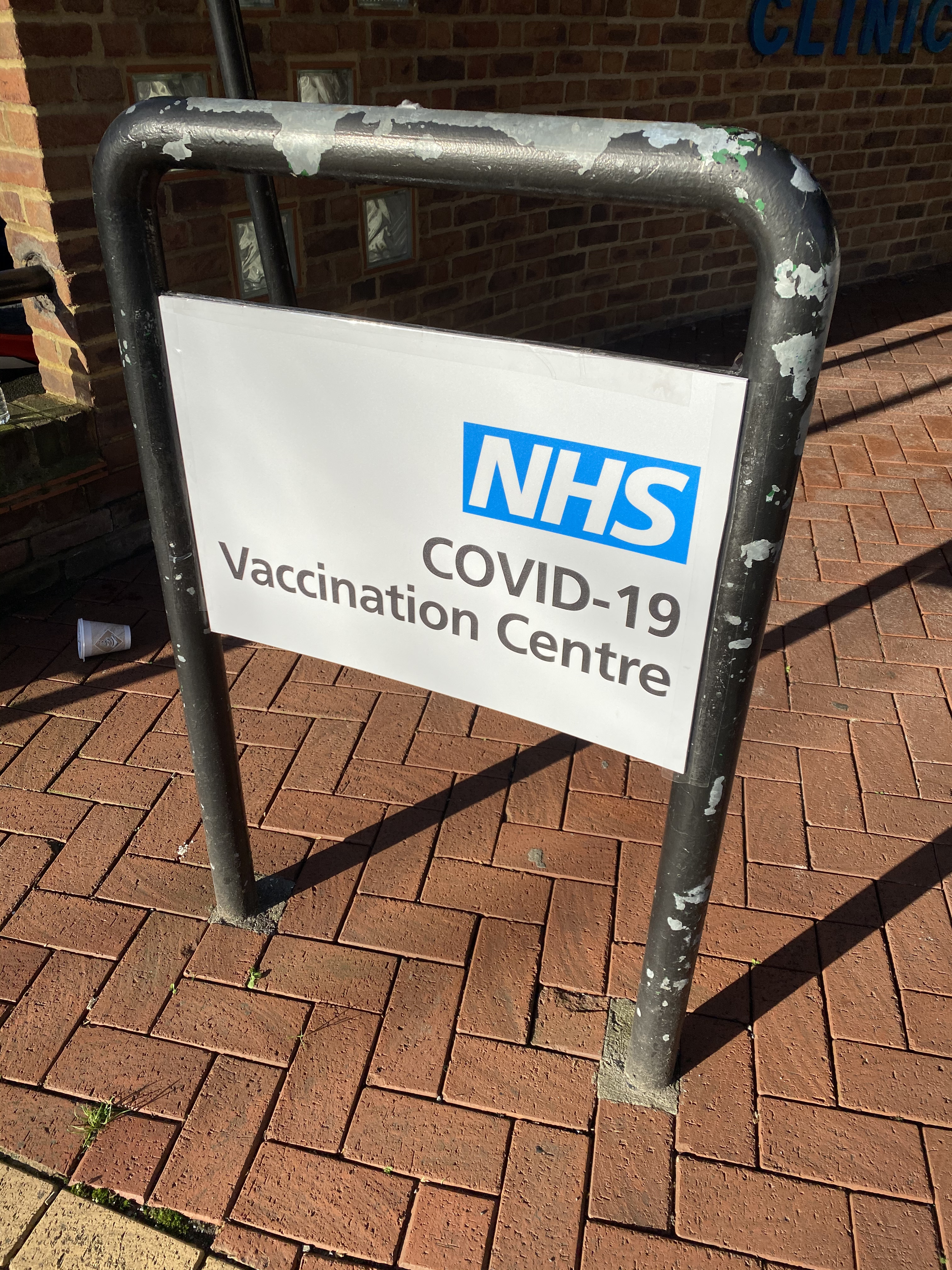
Les cliniques de vaccination sous supervision médicale sont en exploitation depuis le 15 décembre 2020 au Royaume-Uni.

Le programme de vaccination contre la Covid-19 du Royaume-Uni est un effort de vaccination massif pour mettre un terme à la pandémie de Covid-19 au Royaume-Uni. La vaccination est autorisée dans les cabinets de médecine générale, dans les maisons de retraite et dans les hôpitaux. Le 27 décembre 2020, plus de 940 000 Britanniques ont reçu une première dose du Tozinaméran. 
Les premières vaccinations sont faites le 8 décembre 2020, peu après que la MHRA britannique a donné une autorisation d'utilisation d'urgence au Tozinaméran. Le 30 décembre, l'agence autorise l'usage de l'AZD1222 ; c'est à partir du 4 janvier 2021 que ce vaccin commence à être administré. Au 10 janvier 2021, plus de 2,5 millions de Britanniques ont reçu au moins une dose de l'un des deux vaccins.
La vaccination de masse se déroule en plusieurs phases. La première cible les personnes les plus vulnérables selon leur âge. Le 30 décembre 2020, le plan initial est modifié. Au lieu d'injecter deux doses à l'intervalle recommandé, le plan prévoit injecter une première dose au plus grand nombre possible de personnes puis la seconde dose 12 semaines plus tard. Au 29 décembre 2020, 698 sites étaient en opération en Angleterre.

## Vaccins à l'étude
Plusieurs vaccins contre la COVID-19 se trouvent à différentes étapes de leur processus d'évaluation clinique. Au 2 décembre 2020, le gouvernement britannique a commandé plus de 350 millions de doses chez sept vaccins.
Ce nombre de doses ne correspond pas au nombre de personnes à vacciner, puisque certains exigent deux vaccination pour atteindre leur plein potentiel.
| Nom                | Avancement                     | Doses commandées | Approbation      | Déploiement     |
| ------------------ | ------------------------------ | ---------------- | ---------------- | --------------- |
| Pfizer–BioNTech    | Phase III des essais cliniques | 40 millions      | 2 décembre 2020  | 8 décembre 2020 |
| AZD1222            | Phase III des essais cliniques | 100 millions     | 30 décembre 2020 | 4 janvier 2021  |
| MRNA-1273          | Phase III des essais cliniques | 17 million       | 8 janvier 2021   | En attente      |
| Novavax            | Phase III des essais cliniques | 60 millions      | En attente       | En attente      |
| VLA2001            | Essais pré-cliniques           | 60 millions      | En attente       | En attente      |
| GSK/Sanofi Pasteur | Phase I des essais cliniques   | 60 millions      | En attente       | En attente      |
| Janssen            | Phase III des essais cliniques | 30 millions      | En attente       | En attente      |

## Autorisations

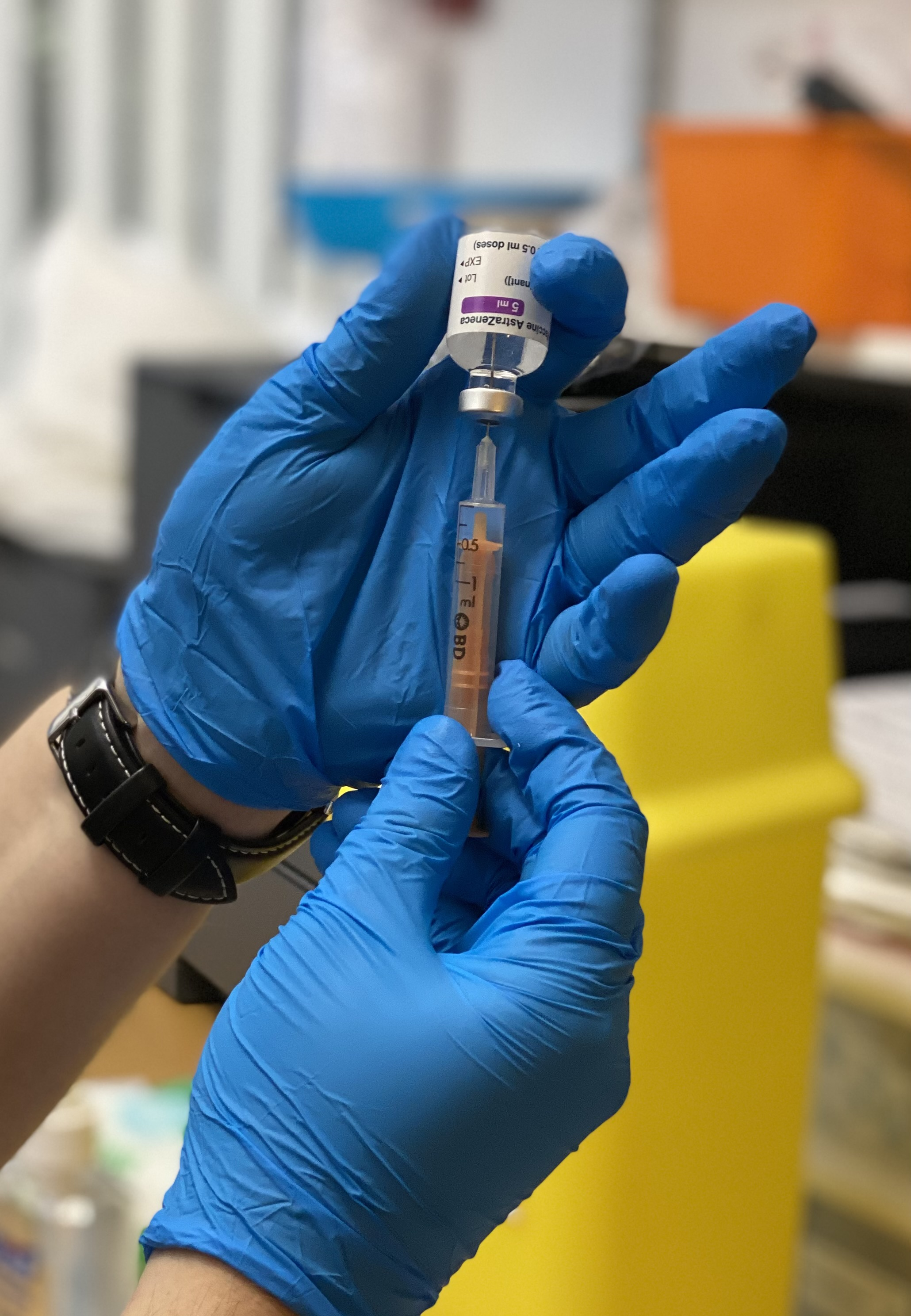
Pharmacien préparant un vaccin COVID-19 AstraZeneca 2021, Royaume-Uni.

Le 2 décembre 2020, le Royaume-Uni est le premier pays à autoriser l'usage du Tozinaméran,.
Il s'agit d'une autorisation d'utilisation d'urgence donnée par la Medicines and Healthcare products Regulatory Agency (MHRA).
Le premier lot de doses arrive au Royaume-Uni le lendemain. Elles sont stockées dans un centre de distribution non-identifié avant d'être expédiées aux cliniques de vaccination à travers le Royaume-Uni.
Le 30 décembre 2020, le MHRA approuve également l'utilisation de l'AZD1222.

## Centres de vaccination
À la fin de la semaine du 15 décembre 2020, plus 70 centres de vaccination sont en opération. Les hôpitaux offrent ce service dans un premier temps, les cabinets de médecine générale s'ajoutant vers la fin de la semaine.
Les maisons de retraite en Angleterre se joignent à cet effort massif à partir du 16 décembre 2020. Le nombre de maisons souhaitant recevoir une clinique augmentant, il est décidé de prioriser les maisons d'une taille de 50 lits et plus.
Au 29 décembre 2020, l'Angleterre maintient 698 centres de vaccination :
| Région                | Hôpitaux | Centres locaux | Totaux |
| --------------------- | -------- | -------------- | ------ |
| Est de l'Angleterre   | 10       | 62             | 72     |
| Londres               | 22       | 53             | 75     |
| Midlands              | 16       | 97             | 113    |
| Nord-est et Yorkshire | 13       | 125            | 138    |
| Nord-ouest            | 18       | 80             | 98     |
| Sud-est               | 16       | 105            | 121    |
| Sud-ouest             | 12       | 69             | 81     |
| Grand Total           | 107      | 591            | 698    |

Le 4 janvier 2021, le gouvernement britannique annonce que plus de 730 centres de vaccination sont actifs à travers le Royaume-Uni.

## Progression de la vaccination
Pour des raisons techniques, il est temporairement impossible d'afficher le graphique qui aurait dû être présenté ici.

Ordre des groupes prioritaires pour la vaccination contre la COVID-19 au Royaume-Uni (les tailles de groupes sont indiquées à la droite)

À la fin de la première semaine de vaccination, le 17 décembre 2020, 137 897 personnes ont reçu la première dose de vaccin sur les deux recommandées : 108 000 en Angleterre, 7 897 au Pays de Galles, 4 000 en Irlande du Nord et 18 000 en Écosse,. À la fin de la semaine du 27 décembre 2020, 944 539 personnes  ont reçu la première dose : 786 000 en Angleterre, 35 335 au Pays de Galles, 31 016 en Irlande du Nord et 92 188 en Écosse. Au 17 janvier 2021, plus 4,6 millions de Britanniques ont reçu la première dose : 3,5 millions en Angleterre, 125 mille en Irlande du Nord, 265 mille en Écosse et 150 mille en Pays de Galles. Par ailleurs, 450 mille personnes ont reçu la 2e dose : 427 mille en Angleterre, 21 mille en Irlande du Nord, 4 mille en Écosse.
|            |           | Angleterre | Angleterre | Irlande du Nord | Irlande du Nord | Écosse  | Écosse  | Pays de Galles | Pays de Galles | Total RU  | Total RU   |
| Date       | Dose      | Nouv.      | Cumul.     | Nouv.           | Cumul.          | Nouv.   | Cumul.  | Nouv.          | Cumul.         | Nouv.     | Cumul.     |
| ---------- | --------- | ---------- | ---------- | --------------- | --------------- | ------- | ------- | -------------- | -------------- | --------- | ---------- |
| 2020-12-13 | 1re seul. | N/A        | N/A        | 3,623           | 3,623           | 18,901  | 18,901  | 8,177          | 8,177          | 30,701    | 30,701     |
| 2020-12-20 | 1re seul. | 564,832    | 564,832    | 12,445          | 16,068          | 40,492  | 59,393  | 15,339         | 23,516         | 633,108   | 663,809    |
| 2020-12-27 | 1re seul. | 260,372    | 825,204    | 14,948          | 31,016          | 34,139  | 93,532  | 12,211         | 35,727         | 321,670   | 985,479    |
| 2021-01-03 | 1re       | 313,842    | 1,139,046  | 9,669           | 40,685          | 21,231  | 114,763 | 13,931         | 49,658         | 358,673   | 1,344,152  |
| 2021-01-03 | 2e        | 19,645     | 19,645     | 1,271           | 1,271           | 36      | 36      | 25             | 25             | 20,977    | 20,977     |
| 2021-01-03 | Total     | 333,487    | 1,158,691  | 10,940          | 41,956          | 21,267  | 114,799 | 13,956         | 49,683         | 379,650   | 1,365,129  |
| 2021-01-10 | 1re       | 858,258    | 1,997,304  | 38,395          | 79,080          | 48,440  | 163,203 | 38,426         | 88,084         | 983,519   | 2,327,671  |
| 2021-01-10 | 2e        | 354,458    | 374,103    | 12,287          | 13,558          | 2,711   | 2,747   | 54             | 79             | 369,510   | 390,487    |
| 2021-01-10 | Total     | 1,212,716  | 2,371,407  | 50,682          | 92,638          | 51,151  | 165,950 | 38,480         | 88,163         | 1,353,029 | 2,718,158  |
| 2021-01-17 | 1re       | 1,573,588  | 3,676,257  | 46,637          | 125,717         | 103,753 | 270,162 | 66,689         | 157,387        | 1,790,667 | 4,229,523  |
| 2021-01-17 | 2e        | 38,376     | 435,650    | 8,768           | 22,326          | 1,107   | 3,940   | 113            | 198            | 48,364    | 462,114    |
| 2021-01-17 | Total     | 1,611,964  | 4,111,907  | 55,405          | 148,043         | 104,860 | 274,102 | 66,802         | 157,585        | 1,839,031 | 4,691,637  |
| 2021-01-24 | 1re       | 2,115,902  | 5,792,159  | 33,925          | 159,642         | 145,107 | 415,269 | 120,303        | 277,690        | 2,415,237 | 6,644,760  |
| 2021-01-24 | 2e        | 4,775      | 440,425    | 387             | 22,713          | 2,000   | 5,940   | 358            | 556            | 7,520     | 469,634    |
| 2021-01-24 | Total     | 2,120,677  | 6,232,584  | 34,312          | 182,355         | 147,107 | 421,209 | 120,661        | 278,246        | 2,422,757 | 7,114,394  |
| 2021-01-31 | 1re       | 2,189,803  | 8,156,679  | 62,167          | 221,809         | 164,922 | 589,569 | 160,504        | 443,497        | 2,577,396 | 9,411,554  |
| 2021-01-31 | 2e        | 8,349      | 460,764    | 1,899           | 24,612          | 2,492   | 8,480   | 381            | 949            | 13,121    | 494,805    |
| 2021-01-31 | Total     | 2,198,152  | 8,617,443  | 64,066          | 246,421         | 167,414 | 598,049 | 160,885        | 444,446        | 2,590,517 | 9,906,359  |
| 2021-02-07 | 1re       | 2,367,095  | 10,523,774 | 81,669          | 303,478         | 277,254 | 866,823 | 167,361        | 610,858        | 2,893,379 | 12,304,933 |
| 2021-02-07 | 2e        | 8,395      | 469,159    | 2,851           | 27,463          | 3,038   | 11,518  | 1,872          | 2,821          | 16,156    | 510,961    |
| 2021-02-07 | Total     | 2,375,490  | 10,992,933 | 84,520          | 330,941         | 280,292 | 878,431 | 169,233        | 613,679        | 2,909,535 | 12,815,894 |